# 욜랑드 드 에노
욜랑드(Yolande, 1175년 ~ 1219년)는 1217년부터 1219년까지 콘스탄티노폴리스의 라틴 제국을 다스린 통치자였다.
욜랑드는 에노의 백작 보두앵 5세와 플랑드르 여백작 마르가리트와의 사이에서 태어난 딸로 보두앵 1세와 앙리의 동생이다. 그녀는 쿠르트네의 피에르와 결혼하여 10명의 자녀를 낳고 프랑스에서 살고 있었다. 두 명의 오빠들이 제4차 십자군에 참가하여 콘스탄티노폴리스를 공격했고 각각 라틴 제국의 황제가 되었는데 1216년 앙리가 자식없이 죽자 그 후계자로 남편 피에르가 선출되었다.
피에르는 육로를 통해서 콘스탄티노폴리스로 가다가 에페이로스 공국과의 접전에서 포로가 되었고 욜랑드는 해로를 이용하여 안전하게 콘스탄티노폴리스에 도착하여 통치자가 되었다. 그녀는 니케아 제국에 맞서 제2차 불가리아 제국과 동맹을 맺고 나중에는 니케아 제국과도 협정을 맺었다. 그녀는 자신의 딸 마리아를 니케아의 황제 테오도루스 1세에게 시집보냈다. 그녀는 1219년에 죽었고 라틴 황제의 자리는 둘째 아들 로베르에게 돌아갔다.
| 전임 피에르 | 제4대 라틴제국의 여제 1217년 - 1219년 | 후임 로베르 |